# Hesperoboreus brevicaudus
Hesperoboreus brevicaudus är en näbbsländeart som först beskrevs av George W. Byers 1961.  Hesperoboreus brevicaudus ingår i släktet Hesperoboreus och familjen snösländor. Inga underarter finns listade i Catalogue of Life.